# Wildschönau
Wildschönau é um município da Áustria, situado no distrito de Kufstein, estado do Tirol. Tem 4204 habitantes (situação em 1 de janeiro de 2014).

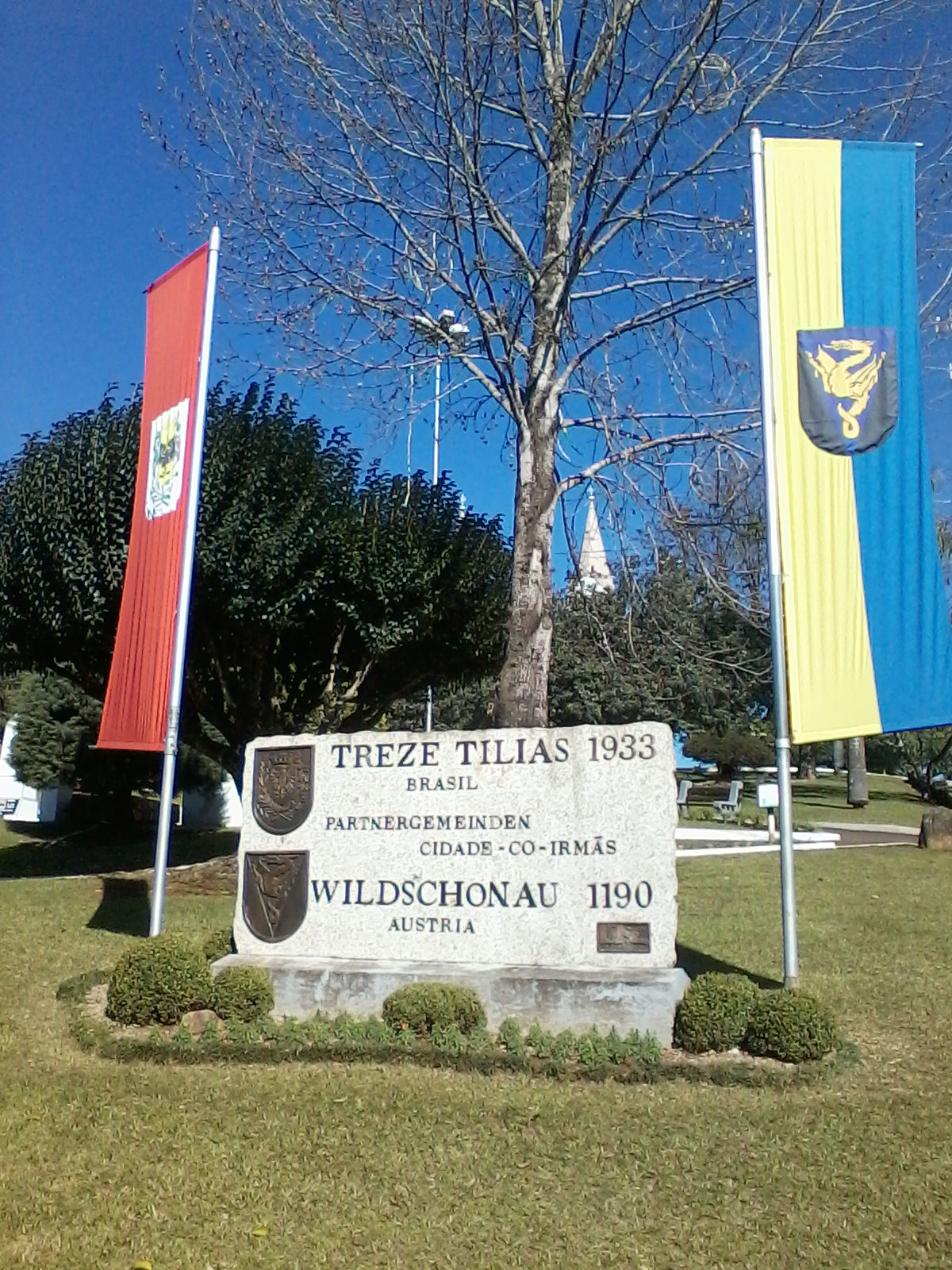
Treze Tílias e Wildschönau são cidades irmãs.

A primeira referência documental a Wildschönau data de 1190.